# Gianfranco Cianconi

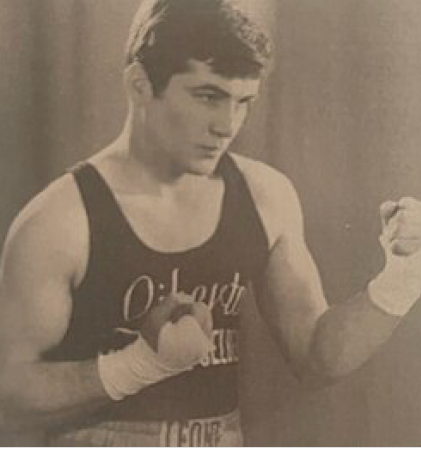

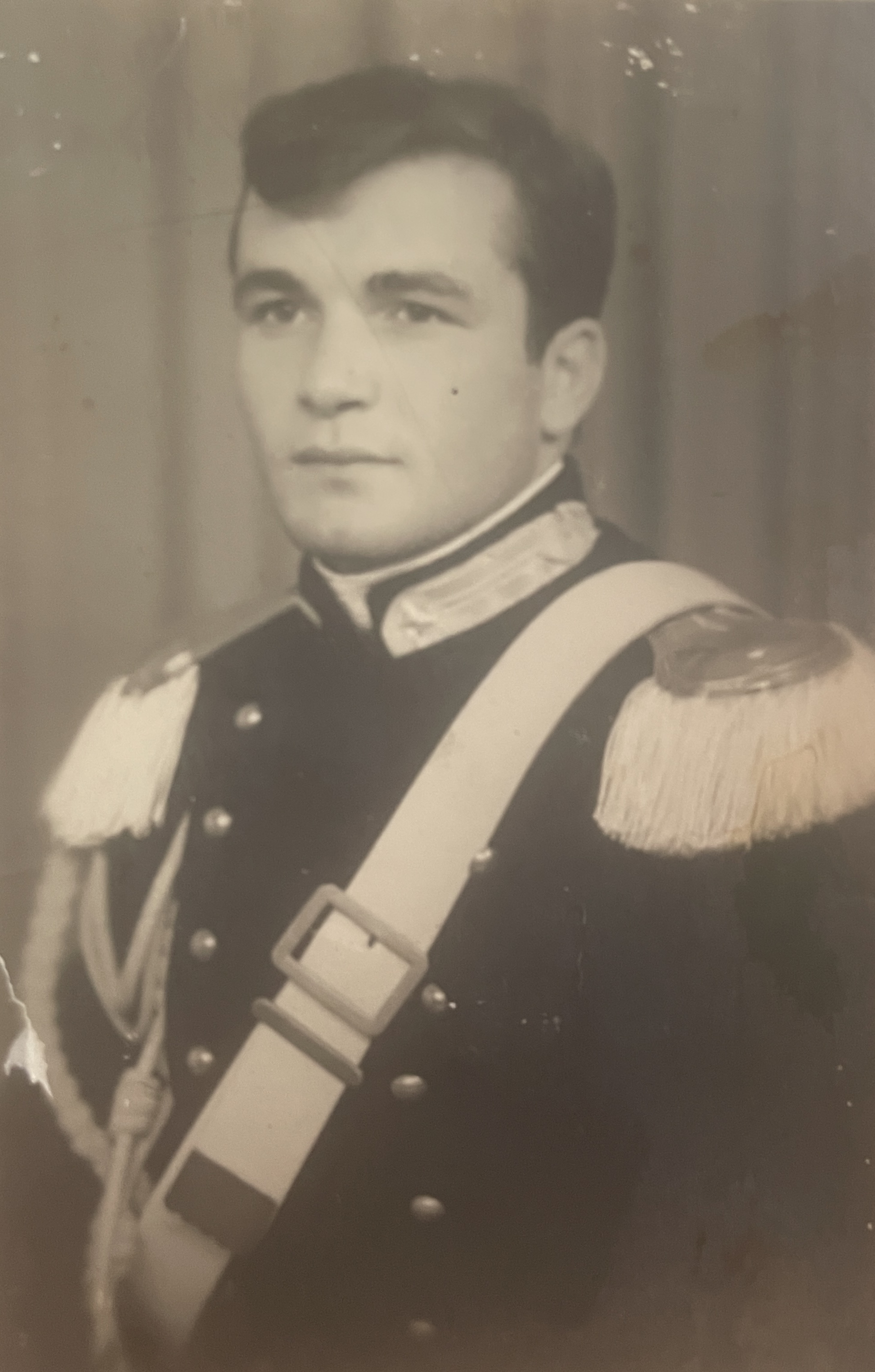

Campione italiano Pesi Piuma 1970
Gianfranco Cianconi (Chieti, 23 marzo 1951 – Chieti, 27 maggio 2024) è stato un pugile italiano, campione italiano dei pesi piuma nel 1970 a Sassari nel Campionato Elite.

## Biografia
Allievo della scuola di boxe Libertas Marvin Gelber di Chieti e membro del Gruppo sportivo dell'Arma dei Carabinieri, fu peso piuma e poi leggero, campione abruzzese dal 1968 al 1970. Destro naturale, definito dalla stampa come pugile da torneo, aggressivo, vivace e generosissimo, vinse il titolo di campione d'Italia a Sassari nel 1970 categoria Piuma, nel campionato Elite, la massima competizione dilettantistica italiana di pugilato. 
Maglia azzurra nella nazionale juniores contro la Germania a Ratisbona il 13 novembre 1969, all'estero trionfò a Stoccarda il 10 ottobre dello stesso anno contro il nazionale tedesco Schellinger e pareggiato ad Algeri con il campione del nord Africa Bennour il 7 febbraio 1970. Disputò da dilettante 102 incontri, collezionando 75 vittorie, 10 pareggi e 17 sconfitte.

Da professionista, invece, riportò 5 vittorie, 6 pareggi e 5 sconfitte. Nel 1977, Franco sfidò ad Imola Lucio Cusma, campione europeo dei pesi leggeri tra il 1983 e il 1984.

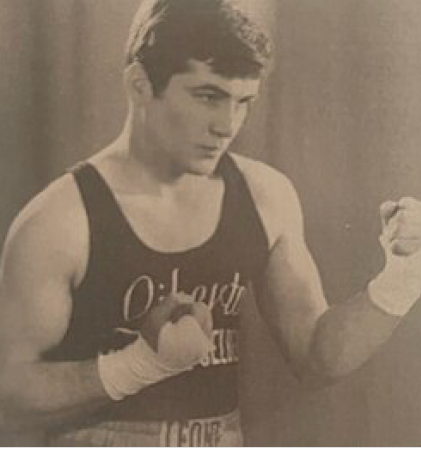
Campione d'Italia pesi Piuma 1970